# Alluaudomyia latipennis
Alluaudomyia latipennis är en tvåvingeart som först beskrevs av Frederick Askew Skuse 1889.  Alluaudomyia latipennis ingår i släktet Alluaudomyia och familjen svidknott. Inga underarter finns listade i Catalogue of Life.